# Nagara (cruzador)
O Nagara (長良) foi um cruzador rápido operado pela Marinha Imperial Japonesa e a primeira embarcação da Classe Nagara, seguido pelo Isuzu, Yura, Natori, Kinu e Abukuma. Sua construção começou em setembro de 1920 no Arsenal Naval de Sasebo e foi lançado ao mar em abril de 1921, sendo comissionado na frota japonesa em abril do ano seguinte. Era armado com uma bateria principal de sete canhões de 140 milímetros em torres de artilharia únicas, tinha um deslocamento de mais de cinco mil toneladas e conseguia alcançar uma velocidade de 36 nós.
Os primeiros anos de serviço do Nagara transcorreram sem grandes incidentes, com suas principais funções tendo sido patrulhar águas próximas do litoral da China a partir de sua base no Distrito de Guarda de Mako, em Formosa. Com o início da Segunda Guerra Sino-Japonesa, o navio se envolveu na Batalha de Xangai entre agosto e novembro de 1937, transportando tropas e proporcionando suporte de artilharia. Ele depois participou de operações de bombardeamento no litoral de Fujian em maio de 1938 com o objetivo de dar cobertura para desembarques anfíbios.
O Nagara teve uma carreira ativa durante a Segunda Guerra Mundial, participando da invasão das Índicas Ocidentais Holandesas e das Filipinas em fevereiro e março de 1942, no início da Guerra do Pacífico. O cruzador depois lutou na Batalha de Midway em junho e se envolveu em vários confrontos navais durante a Campanha de Guadalcanal no final do ano. Ele passou a maior parte de 1943 e 1944 navegando entre diferentes bases navais sem entrar em combate, acabando por ser torpedeado e afundado pelo submarino USS Croaker em 7 de agosto de 1944.